# Centre d'hébergement pour équidés maltraités
Le CHEM, officiellement centre d'hébergement et de protection pour équidés maltraités, est une association loi de 1901 œuvrant pour la protection des équidés, créée en 1978 pour protéger les équidés des mauvais traitement. À l'origine, il s'appelait centre d'hébergement pour équidés martyrs. Son siège est à Paris. Son activité est la protection du cheval, et non l'accueil des chevaux en retraite. 
Il édite un périodique, « La lettre du CHEM ». 
Il est partenaire de la Fondation 30 millions d'amis.